# Benjamin Kikkert
Benjamin Kikkert (Den Helder, 1976) is een autodidact politiek cartoonist. Hij signeert zijn werk met de eerste helft van zijn achternaam: Kik.

## Biografie
Kikkert is opgegroeid net buiten het dorp Den Hoorn op Texel. Kikkert maakt spotprenten naar aanleiding van de binnenlandse en buitenlandse actualiteit.
Tussen 2005 en 2007 maakte Kikkert spotprenten voor de voorpagina van de Texelse Courant. Daarnaast werkte hij in die jaren voor de populaire weblog van Jan Marijnissen. Na het terugtreden van Jan Marijnissen werden Kees Willemen, Arend van Dam en Kikkert de huiscartoonisten van de website van de SP. Ook maakte Kikkert in deze periode de covers van het huisblad van perscentrum Nieuwspoort. Tussen 2012 en 2016 heeft Kikkert wekelijks spotprenten gemaakt voor de website van landelijk dagblad Trouw. Sinds 2014 neemt hij jaarlijks deel aan de Inktspotprijs van de stichting Pers & Prent.
Sinds 2011 publiceert Kikkert spotprenten op BNNvara-opiniesite Joop.nl. Van april 2018 tot augustus 2024 was Kikkert de huiscartoonist van artsenweekblad Medisch Contact. In dagblad Trouw verving hij in 2019 en 2021 tijdelijk Pieter Geenen op pagina 2 en in 2023 verving hij tijdelijk Len Munnik en Tom Janssen op de opiniepagina.

## Prijs
In 2022 won Kikkert de Cartoonbattle in Enschede, georganiseerd door Concordia Film Theater Beeldende Kunst met de Stichting Pers & Prent.